# 陈熙
陈熙（1918年—1990年），江西兴国人，中国人民解放军将领、中国人民解放军开国少将。
曾任中国人民解放军空军军校部副部长。1955年，授予中国人民解放军少将。